# Radioramus
Radioramus, monotipski rod parožina čijna je jedina vrsta R. halophilus, slatkovodna alga iz Kine opisana 1991.,